# Alkohol po zapremini
Alkohol po zapremini (skrećeno kao alc/vol) je standardna mera koliko alkohola (etanola) sadrži data zapremina alkoholnog pića (izražena kao zapreminski procenat). Definiše se kao broj mililitara (mL) čistog etanola prisutnog u 100 mL (3,5 imp fl oz; 3,4 US fl oz) rastvora na 20 °C (68 °F). Broj mililitara čistog etanola je masa etanola podeljena sa njegovom gustinom na 20 °C (68 °F), što je 078.945 g/mL (82.353 oz/US fl oz; 79.122 oz/imp fl oz; 45.633 oz/cu in). Alc/vol standard se koristi širom sveta. Međunarodna organizacija za zakonsku metrologiju ima tabele gustine mešavine vode i etanola pri različitim koncentracijama i temperaturama.
U nekim zemljama, npr. U Francuskoj, alkohol po zapremini se često naziva stepenima Ge-Lisaka (po francuskom hemičaru Žozefu Luju Ge-Lisaku), iako postoji mala razlika pošto konvencija Ge-Lisaka koristi međunarodnu standardnu atmosfersku vrednost za temperaturu, 15 °C (59 °F).

## Literatura
- Hehner, Otto (1880). Alcohol Tables: giving for all specific gravities, from 1.0000 to 0.7938, the percentages of absolute alcohol, by weight and volume. London: J & A Churchill. ASIN B0008B5HOU.
- Berry, C. J. J. (1998). First Steps in Winemaking. Nexus Special Interests. ISBN 978-1-85486-139-9.
- Regan, Gary (2003). The Joy of Mixology. Clarkson Potter. ISBN 978-0-609-60884-5.
- Robinson, Jancis (2006). The Oxford Companion to Wine (3rd изд.). Oxford: OUP. ISBN 978-0-19-860990-2.

## Spoljašnje veze
- „How do brewers measure the alcohol in beer?”. HowStuffWorks. 12. 12. 2000.
- Jayes, Wayne. „Alcohol Strength and Density”. sugartech.co.za. The Sugar Engineers.